# Mallota hirsuta
Mallota hirsuta (лат.) — вид двукрылых из семейства журчалок.

## Описание
Вид известен только по самкам. Длина тела около 15 мм. Глаза голые. Омматидии одинакового размера. Лоб сильно выступающий, при рассмотрении сбоку немного заходит за лицевой бугорок. Лицо оранжевое или тёмно-оранжевое. Щёки черные в беловатом опупушении. Усики оранжевые, ариста голая, оранжевая у основания, темнее к вершине. Второй членик усиков шире своей длины. Среднеспинка полублестяще-чёрная. Передняя треть её в жёлтых или жёлто-оранжевых волосках, смешанным с более коротким черными волосками, задние две трети с коротким чёрным волосками. Бочки груди в большей части черные. Задняя часть анэпистерна (передний верхний склерит бочков среднегруди) в длинных и густы жёлто-оранжевых волосках, катэпистерн (между тазиками передних и средних ног) с рассеянным длинным бледно-жёлто-оранжевых волосках, передняя и дорсомедиальная части анэпимеры (под крыльями) с рассеянным длинным чёрных волосках. Щиток оранжевый. Бедра черные с коротким густыми чёрными волосками. Бёдра передних ног сзади у основания с более длинным бледно-жёлтыми волосками. Средние бёдра сзади вдоль базальных двух третей с более длинным бледно-жёлтыми волосками, продолженным ближе к вершине более длинными чёрными волосками. Бёдра задних ног утолщенные, спереди и сзади вдоль базальных двух третей с рядом более длинного бледно-жёлтых волосков, продолженного спереди в виде более коротких волосков, вентрально покрыты несколькими рассеянными более длинными чёрными волосками. Голени и лапки тёмно-оранжевые; с коротким бледно-желтым волосками; Задние голени изогнутые. Крылья слегка дымчатые Радиальная жилка R4+5 выемчатая, без отростка. Брюшко от почти чёрного до темно-коричневого цвета, без белых опушенных полосок вдоль переднего края третьего и четвёртого тергитов. Стерниты чёрные или красно-коричневые.

## Распространение
Эндемик Мадагаскара.